# Gentlemen of the Press
Gentlemen of the Press è un film del 1929 diretto da Millard Webb e interpretato da Walter Huston e Kay Francis.

## Trama
Winckland Snell è un giornalista tutto preso dal suo lavoro, tanto che si dimentica anche degli appuntamenti in famiglia o delle ricorrenze, come il compleanno della figlia o il suo matrimonio. Perfino quando questa muore, lui non è presente. Anni dopo, intervistato da uno studente di Yale, riflette sul senso della sua vita, dando dei consigli al ragazzo.

## Produzione
Il film venne girato a New York, prodotto alla Paramount Famous Lasky Corporation. Kay Francis, la protagonista femminile, è ai suoi primi film: nello stesso periodo gira anche Noci di cocco che esce nelle sale il 3 maggio. Il soggetto, che racconta la vita di un giornalista, è tratto da un dramma di Ward Morehouse, uno dei più noti giornalisti USA che lavorò per The Savannah Press, The Atlanta Journal, The New York Tribune, The Herald Tribune e poi per il Sun, giornale per cui scrisse 25 anni, fino alla sua chiusura nel 1950.

## Distribuzione
Distribuito dalla Paramount Pictures, il film uscì nelle sale statunitensi il 4 maggio 1929. Uno degli oltre 700 film della Paramount prodotti dal 1929 al 1949 che, nel 1958, vennero venduti alla MCA per la trasmetterli in tv.